# Carrozzeria Marazzi
Pour les articles homonymes, voir Marazzi.
La Carrozzeria Marazzi est une entreprise de carrosserie italienne installée à Caronno Pertusella près de Milan. Elle est fondée en 1967 par Mario Marazzi, ancien employé de la Carrozzeria Touring dont les portes se sont fermées en 1966.
Les premières réalisations du carrossier Marazzi sont destinées au récent constructeur italien Lamborghini : la 400GT 2+2, puis l'Islero et la Jarama. Par la suite, Marazzi œuvre entre autres pour Alfa Romeo et Fiat. La dernière réalisation de la carrosserie est d'ailleurs l'Alfa Romeo 8C Competizione Spider prototype.